# Achiel Pauwels

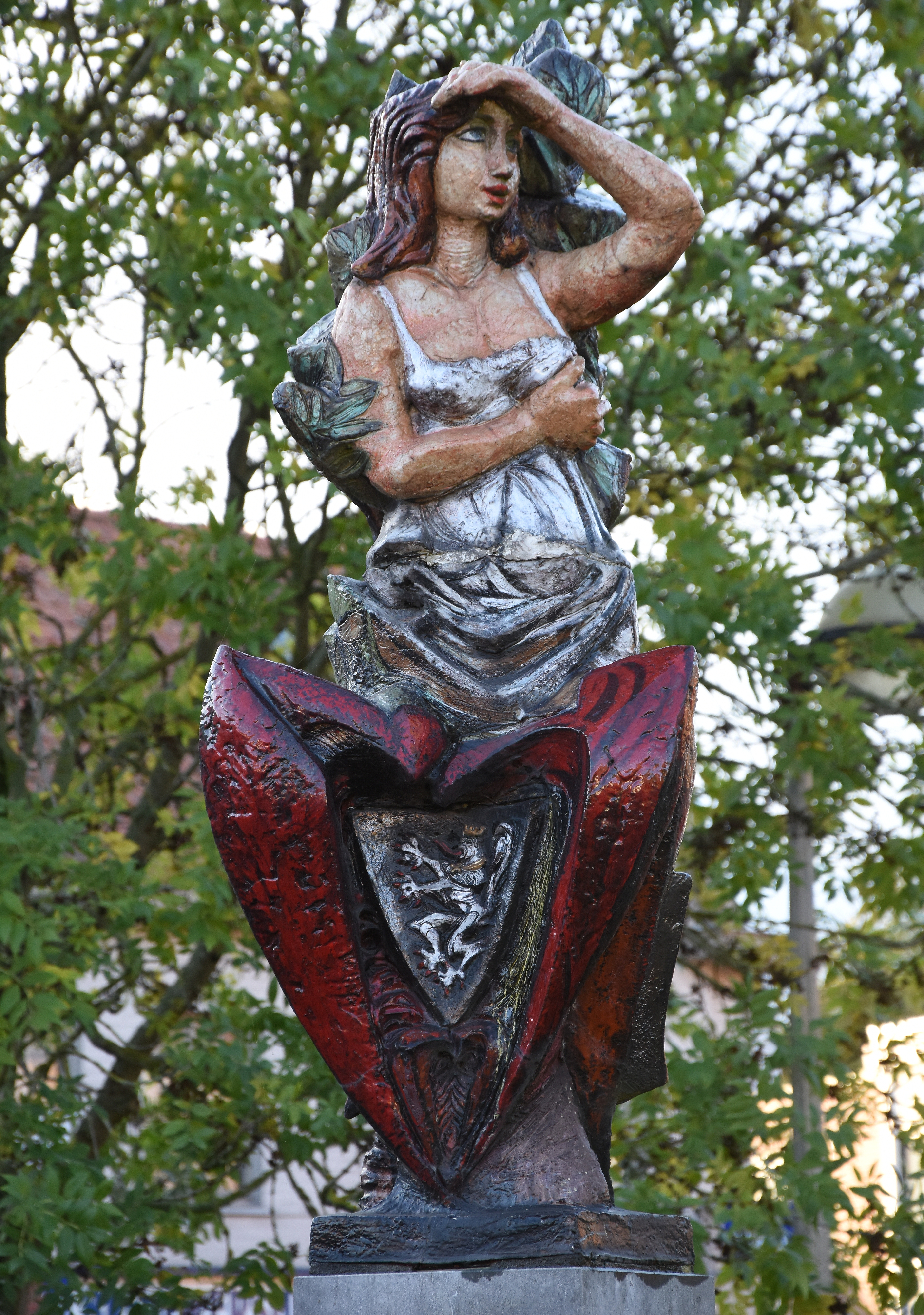
Zomerlief op het Claeysplein te Mariakerke

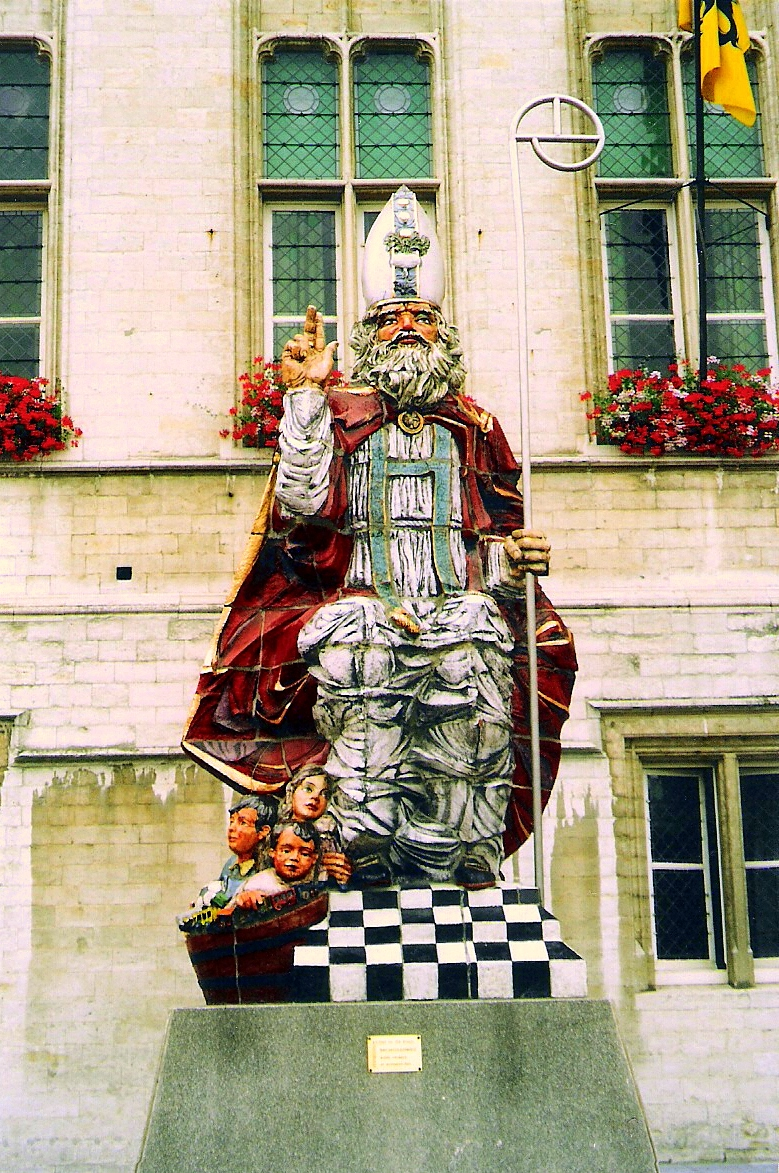
Standbeeld van Sinterklaas voor het stadhuis van Sint-Niklaas

Achiel Pauwels (Mariakerke, 1932) is een Belgisch keramisch beeldhouwer.

## Levensloop
Pauwels is een onderwijzerszoon en zijn vader wilde hem graag in hetzelfde beroep loodsen, maar zijn moeder ondersteunde hem in zijn artistieke aspiraties.
Hij trouwde met Irene (Rena) Bongaerts en ze kregen vier kinderen:
- Piet Pauwels, werd onderwijzer,
- Griet Pauwels werd lerares dictie,
- Pol Pauwels werd acteur,
- Marieke Pauwels werd keramiste.

Pauwels kreeg zijn opleiding in de afdeling Monumentale Kunsten van de Sint-Lucasschool in Gent. Hij behoorde tot de eerste generatie van Belgische kunstenaars die keramiek, kwetsbaar materiaal, verkoos om er figuratieve sculpturen mee te maken, zelfs levensgroot, zelfs monumentaal. Pauwels is beschreven als een scherpe waarnemer, die er in slaagt de menselijke emoties weer te geven in zijn sculpturen.
Daarnaast werkte hij als ambachtelijk vervaardiger van sier- en gebruiksvoorwerpen, meer bepaald van kleurige, decoratieve schalen en utilitaire keramiek, zoals tabernakels en liturgisch vaatwerk.
Hij werd docent aan de koninklijke kunstacademie in Antwerpen en het Nationaal Hoger Instituut in dezelfde stad. Hij gaf ook les aan de Academie voor Schone Kunsten in Eeklo.
In december 2015 werd bij het bejaarde echtpaar ingebroken. Ze belden de politie op die binnen de tien minuten de inbreker kon vatten en de gestolen goederen terugbracht. Pauwels dankte de agenten door hen een tekening met het humoristisch portret van het echtpaar te schenken.

## Erkenning
Zijn werk werd bekroond in binnen- en buitenland:
- Grote Prijs Sint-Lucasschool (1952).
- Laureaat van de Prijs Kunstambachten Baron van Ackere (1954).
- Europaprijs voor Religieuze Beeldhouwkunst (1961).
- Prijs keramiek Faënza (1973 en 1976).
- 2de Prijs Pro Arte Christiana (1980).
- Staatsprijs voor beeldhouwkunst (1984).

## Archief
Pauwels heeft zijn archief aan KADOC overgedragen. Uit de overgedragen archieven blijkt dat hij een zeer productieve kunstenaar is geweest die de grenzen aftastte van de technische en expressieve mogelijkheden van klei, glazuren en porselein, voor het maken van soms grote beeldhouwwerken.
KADOC resumeert het gedeponeerde archief als volgt:
"Het archief beschrijft alle aspecten van zijn artistieke activiteiten. Het omvat ontwerpen op schaal en op ware grootte, een aantal goed gedocumenteerde projectdossiers, briefwisseling, talrijke foto's van zijn werk(proces), veel schetsboeken waarin thema's honderdvoudig vorm krijgen, vrije tekeningen naar levend model, stukken betreffende tentoonstellingen en publicaties over zijn werk. Eens het archief geïnventariseerd en toegankelijk is, zal de onderzoeker zich een compleet beeld kunnen vormen van de creatieve persoonlijkheid van Achiel Pauwels."